# Gilles Simon
Gilles Simon, född 27 december 1984 i Nice, är en före detta fransk professionell tennisspelare.